# 月眉山派
月眉山派是台灣佛教四大法脈之一，始於日治時代初期。派祖是善慧法師。本山是台灣四大名山之一的基隆月眉山靈泉禪寺。

## 沿革
月眉山派始於台灣日治時期初期，善慧法師以靈泉禪寺為根本道場而形成，和觀音山派（凌雲寺派）、法雲寺派、大崗山派並稱四大法脈，之後加入曹洞宗。

## 派下一覽
- 基隆靈泉寺
- 基隆寶明寺
- 基隆仙洞巖
- 基隆興隆寺(佛教圖書館)
- 台北報恩寺
- 台南法華寺
- 花蓮東淨寺
- 花蓮永寧寺

## 外部連結
- 靈泉禪寺 （页面存档备份，存于）